# Campylopetalum siamense
Campylopetalum siamense är en sumakväxtart som beskrevs av Lewis Leonard Forman. Campylopetalum siamense ingår i släktet Campylopetalum och familjen sumakväxter. Inga underarter finns listade i Catalogue of Life.